# Ruperto García de Alba
El general Ruperto García de Alba fue un militar mexicano que participó en la Revolución mexicana. Nació en Tecolotlán, Jalisco, el 27 de marzo de 1883. Estudió y luego impartió cátedra en el Colegio Militar. Fue Jefe de la Sección Técnica del Departamento de Estado Mayor de la Secretaría de Guerra; Jefe del Estado Mayor del general Juan Andreu Almazán; fue también oficial mayor de la Secretaría de Comunicaciones y Obras Públicas, durante la gestión de Almazán. Llegó a ser gobernador interino del Estado de Jalisco, y durante la administración de Pascual Ortiz Rubio fue gobernador del distrito de Baja California Sur. Fue además Jefe de armas en las plazas de Monterrey y Laredo.
Falleció el 29 de junio de 1963 en la Ciudad de México.